# Fils
Fils er en flod i den tyske delstat Baden-Württemberg og en af bifloderne til Neckar fra højre med en længde på 63 kilometer. Floden har sit udspring i Schwäbische Alb nær Wiesensteig og løber gennem Geislingen og Göppingen, før den munder ud i Neckar ved Plochingen, øst for Stuttgart. Vandtilførslen fra Fils gør, at Neckar derfra er sejlbar.